# Proposta Republicana
A Proposta Republicana (em castelhano:  Propuesta Republicana) é um partido político argentino de direita, defensor do Conservadorismo, Conservadorismo liberal e do Liberalismo econômico, fundado em 2005 por Mauricio Macri, que foi eleito presidente da Argentina em 22 de novembro de 2015.

## Historia
A Proposta Republicana, ou PRO, como é popularmente conhecido na Argentina, nasceu no contexto das eleições legislativas de 2005 no país. Naquele momento, o então presidente do clube de futebol Boca Juniors, Mauricio Macri, obteve um assento na Câmara de Deputados da Nação Argentina.
Os principais partidos desta coligação foram:
- O partido Compromiso para el Cambio, liderado por Mauricio Macri.
- O partido Recrear para el Crecimiento, liderado por Ricardo López Murphy.
- O Partido Federal.

Após Macri ganhar, em 2007, no segundo turno, as eleições à Prefeitura de Buenos Aires, o PRO ganhou mais participação na política argentina. Em abril de 2008, o partido mudou de nombe de: Compromiso para el Câmbio para Propuesta Republicana
Desde 2015, faz parte da coligação Cambiemos (em português: Mudemos) junto à histórica União Cívica Radical e a Coligação Cívica ARI, com a qual Mauricio Macri venceu as eleições à presidência da Nação Argentina para o período 2015-2019.

### Eleições de 2007
Nas eleições do 3 de junho de 2007 para escolher o Chefe de governo da Cidade de Buenos Aires, vice-prefeiro e 30 legisladores da cidade, a fórmula de Mauricio Macri e Gabriela Michetti obteve o primeiro lugar com um 45,6 % dos votos, no segundo lugar ficou o peronista Daniel Filmus con um 23,8 % e, o também peronista, Jorge Telerman, no terceiro lugar com um 20,7 %. Mesmo assim, a lei eleitoral da Cidade de Buenos Aires, estabelece que para uma força política ganhar, ela tem que ter a metade mais um dos votos, por essa razão, Macri e Filmus forma à segunda volta no dia 24 de junho, onde Mauricio Macri e Gabriela Michetti conquistaram o primeiro lugar, desta vez com um 60,96 % dos votos. Tomando posse no dia 10 de dezembro daquele ano.
Nesse mesmo ano, nas eleições gerais, o PRO não levou, nem apoiou nenhum candidato à Presidência da Nação. O partido sim levou o seu candidato à governação da Província de Buenos Aires, com uma coligação chamada União-PRO com Francisco De Nárvaez como governador e o primo de Mauricio Macri, Jorge Macri, como vice-governador, ficando em terceiro lugar com um 14,96% dos votos.

### Eleições de 2009
Nas eleições legislativas do 28 de junho de 2009, a Proposta Republicana, apresentou-se com uma lista própria na Cidade de Buenos Aires e com uma coligação na Província de Buenos Aires.
Na Cidade de Buenos Aires, Gabriela Michetti renunciou como vice-chefa da prefeitura para fazer parte da lista dos candidatos para deputados nacionais.
- Deputados nacionais: O PRO ganhou com um 31,1 % dos votos e obtendo assim cinco deputados: Gabriela Michetti, Esteban Bullrich, Paula Bertol, Jorge Alberto Triaca e Laura Alonso. O resultado superou ampliamente o obtido na eleição de 2007, na qual o PRO saiu no terceiro lugar, com um 13,4 % e só dois deputados.
- Deputados da Cidade de Buenos Aires: O PRO também ganhou as eleições para deputados da capital, com um 31,2%, ganhando 11 deputados eleitos. O resultado foi inferior ao conquistado na eleição para deputados da Cidade em 2007, na qual o PRO saiu no 1º lugar, con 44,3 % con 15 deputados eleitos.[20]

Na Província de Buenos Aires a Proposta Republicana fez uma coligação chamada União PRO, com o peronismo opositor ao kirchnerismo junto ao empresário Francisco De Narváez, do partido Unión Celeste y Blanco e o ex governador Felipe Solá.
- Deputados nacionais: O PRO conseguiu o 34,6 % dos votos, ganhando assim 13 deputados: Francisco De Narváez, Felipe Solá, Gladys González, Claudia Rucci, Gustavo Ferrari, Roberto Mouilleron, Silvia Majdalani, Julio Ledesma, Alfredo Atanasof, Natalia Gambaro, Raúl Rivara, Eduardo Amadeo e Soledad Martínez. O resultado foi considerado muito satisfatório, já que assim a aliança venceu ao kirchnerismo que obteve o 32,1 % e tinha que renovar três deputados.[21]

### Eleições de 2011

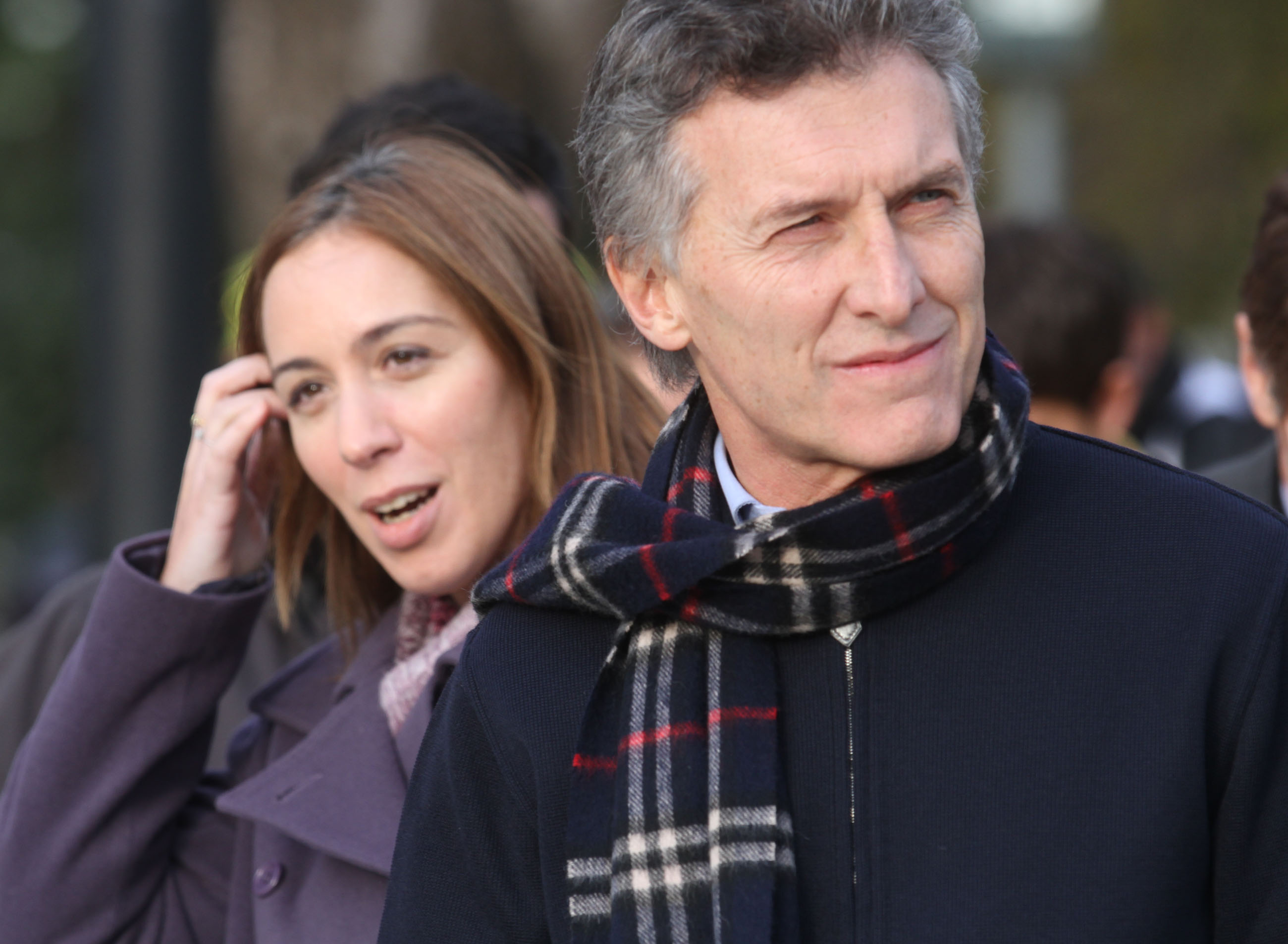
Em 2011, Macri foi reeleito como prefeito de Buenos Aires em conjunto com María Eugenia Vidal como vice-chefa da prefeitura.

No dia 10 de julho de 2011, no primeiro turno, o PRO obteve na Cidade de Buenos Aires um 46,1% do eleitorado. No segundo turno, o dia 31 de julho, conquistou a victoria e re-eleccião de Macri como Chefe do Governo da capital ao obter um 64,3 % dos votos. Também Jorge Macri, primo de Mauricio, ganhou a intendência municipal de Vicente López no dia 23 de outubro de 2011.
Na Província de Santa Fe, no dia 24 de julho de 2011, a fórmula União PRO Federal, com Miguel del Sel conseguiu 615,368 votos (35,2%), ficando com menos de 60,000 votos em comparação com Bonfatti, quem obteve 676,800 (38,7%), mas ganhando do kirchnerista Agustín Rossi, com 388,231 (22,2%).

### Eleições de 2013
Na votação de outubro de 2013, obteve legisladores em Córdoba, Entre Ríos, La Pampa, Salta, San Juan, Santa Fe e Buenos Aires. Na província de Buenos Aires não levou um candidato próprio.

### Eleições de 2015

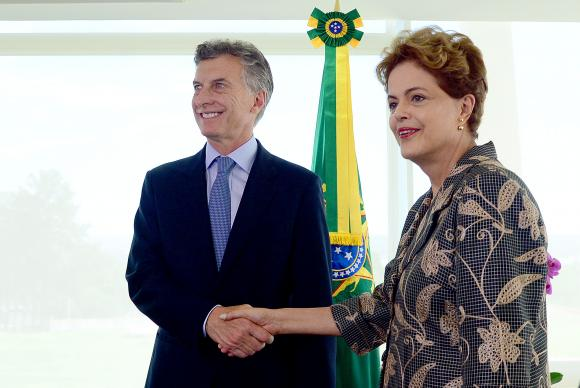
A primeira visita internacional de Macri, como presidente eleito, foi ao Brasil, onde foi recebido pela presidente Dilma Rousseff.

- Presidenciais: Nas eleições de outubro de 2015, Mauricio Macri foi o candidato à presidência na coligação Cambiemos, após vencer Elisa Carrió e ao candidato da UCR, Ernesto Sanz, nas PASO de agosto.[26]   Nesta votação, Macri tirou uma diferença não esperada com o candidato governista, Daniel Scioli, o que levou para uma, até o momento, inédita segunda volta eleitoral[27] No dia 22 de novembro, Macri obteve o 51,34% dos votos enquanto o peronista Scioli obteve o 48,66%, ganhando assim as eleições sendo o primeiro presidente, desde a volta da democrácia no país, que não é nem peronista nem radical.
- Na Província de Buenos Aires, O PRO candidatou a vice-chefa do governo portenho, María Eugenia Vidal, também na coligação Cambiemos. Vidal, quem tinha como principal adversário o candidato kirchnerista, Aníbal Fernández, ganhou a governação da província, conseguindo vitórias em vários municípios da Grande Buenos Aires, como Lanús, Quilmes e Avellaneda, territórios onde o peronismo sempre foi a primeira força política.[28] Com esse triunfo, a Proposta Republicana conseguiu acabar com 28 anos de peronismo na província e colocando pela primeira vez, uma mulher como governadora desse distrito, com um resultado final de 40% para María Eugenia e um 35% para Fernández.[29] Também com esta eleição, na Grande Buenos Aires acabou-se,  parcialmente, com o fenómeno dos Barões do Conurbano,[30] prefeitos peronistas que estavam no poder há mais de dez anos, vários há mais de 20, e alguns foram reeplazados por intendentes do PRO, assim como Hugo Curto, em Tres de Febrero quem perdeu para Diego Valenzuela, Francisco Gutiérrez em Quilmes quem perdeu para Martiniano Molina, em Lanús, Darío Díaz Pérez, quem perdeu para Néstor Grindetti, entre outros.

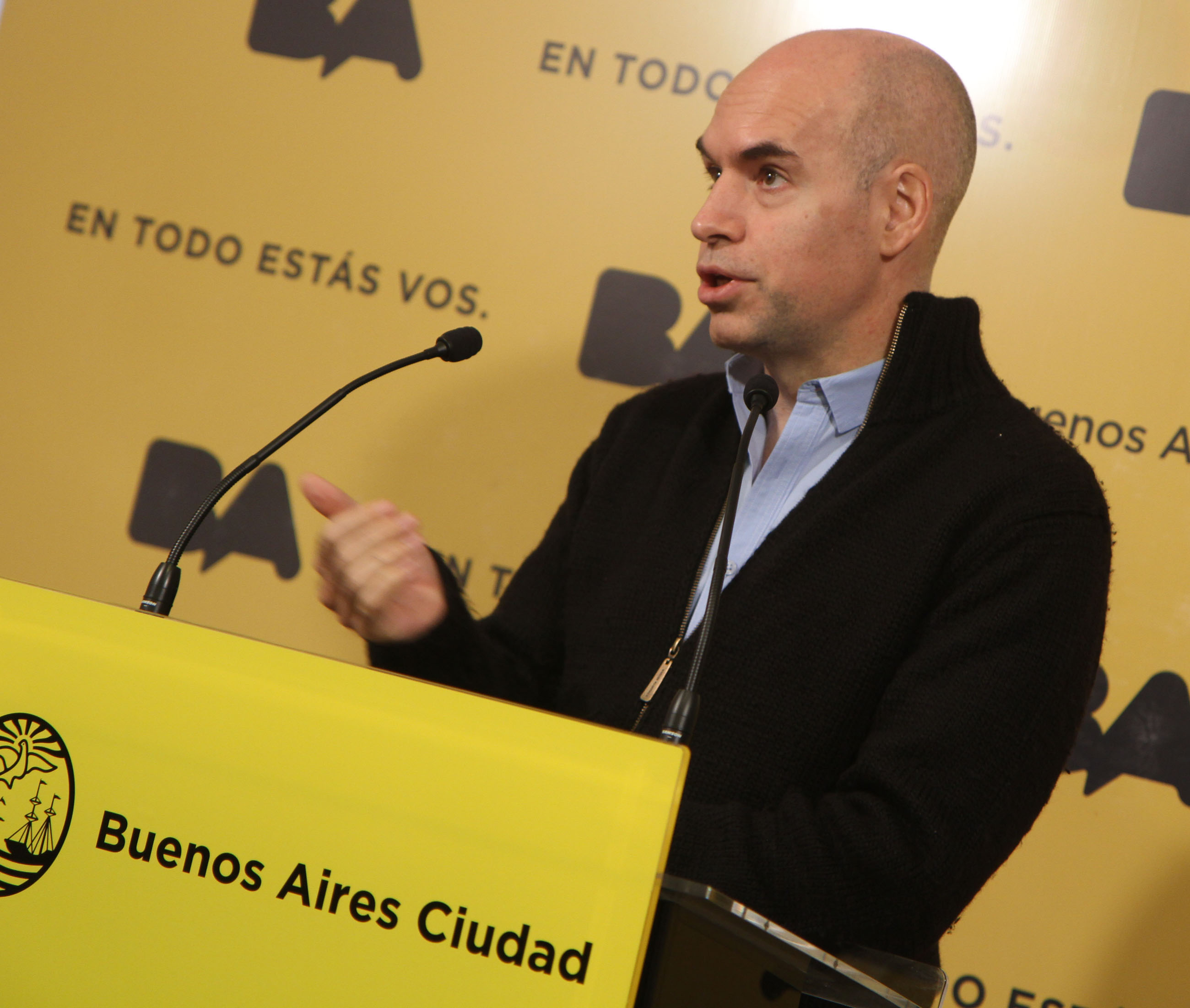
Horacio Rodríguez Larreta, atual prefeito da capital argentina

- Na Cidade de Buenos Aires, na eleição interna do PRO para chefe de governo da capital, no dia 26 de abril entre Gabriela Michetti e Horacio Rodríguez Larreta, Rodríguez Larreta ganha com o 60%. No dia 5 de julho estreou-se o voto eletrônico[31] em toda a cidade para escolher o novo prefeito. Nesta eleição, o PRO obteve o 45,6% dos votos, o que não evitou um segundo turno com o candidato de ECO, Martín Lousteau, quem conseguiu o 25,5%.[32] No dia 19 de julho, Larreta ganhou com o 51,6%, enquanto Lousteu ficou com o 48,4%.[33]

## Jóvenes PRO
Os Jóvenes PRO (em português: Jóvens PRO) são a ala jovem dentro deste partido político com uma ideologia baseada no liberalismo económico e medidas consideradas progressistas. Os Jóvenes PRO são parte da International Young Democrat Union.
Durante muitos anos, a ala jovem deste partido foi liderada por Marcos Peña um dos maiores referentes do PRO. Os Jóvenes PRO estão ligados à Juventud Radical, a ala jovem da UCR, já que são militantes na coligação Cambiemos.

## Histórico eleitoral

### Eleições presidenciais
| Ano  | Chapa             | Chapa                   | 1.ª Turno | 1.ª Turno  | 1.ª Turno    | 2.ª Turno | 2.ª Turno  | 2.ª Turno    | Coalizão             |
| Ano  | Presidente        | Vice-presidente         | CI.       | Votos      | %            | CI.       | Votos      | %            |                      |
| ---- | ----------------- | ----------------------- | --------- | ---------- | ------------ | --------- | ---------- | ------------ | -------------------- |
| 2015 | Mauricio Macri    | Gabriela Michetti       | 2.º       | 8 601 063  | 34,2 / 100,0 | 1.º       | 12 997 938 | 51,3 / 100,0 | Cambiemos            |
| 2019 | Mauricio Macri    | Miguel Á. Pichetto (PJ) | 2.º       | 10 811 345 | 40,3 / 100,0 |           |            |              | Juntos por el Cambio |
| 2023 | Patricia Bullrich | Luis Petri (UCR)        | 3.º       | 6 379 023  | 23,8 / 100,0 |           |            |              | Juntos por el Cambio |